# Santa María del Tiétar
Santa María del Tiétar (bis 1955: Escarabajosa) ist ein zentralspanischer Ort und eine Gemeinde (Municipio) mit 553 Einwohnern (Stand: 2024) in der Provinz Ávila in der Autonomen Region Kastilien-León. 

## Lage und Klima
Santa María del Tiétar liegt auf der Ostseite der Sierra de Gredos am südlichen Rand der Provinz Ávila in einer Höhe von ca. 695 m am Río Tiétar. Die Entfernung nach Ávila beträgt knapp 45 km (Fahrtstrecke) in nordnordwestlicher Richtung. Das Klima ist gemäßigt bis warm; der Regen (ca. 473 mm/Jahr) fällt mit Ausnahme der trockenen Sommermonate übers Jahr verteilt.

## Bevölkerungsentwicklung
| Jahr      | 1970 | 1981 | 1991 | 2001 | 2011 | 2021 |
| Einwohner | 396  | 367  | 370  | 407  | 576  | 478  |

## Sehenswürdigkeiten

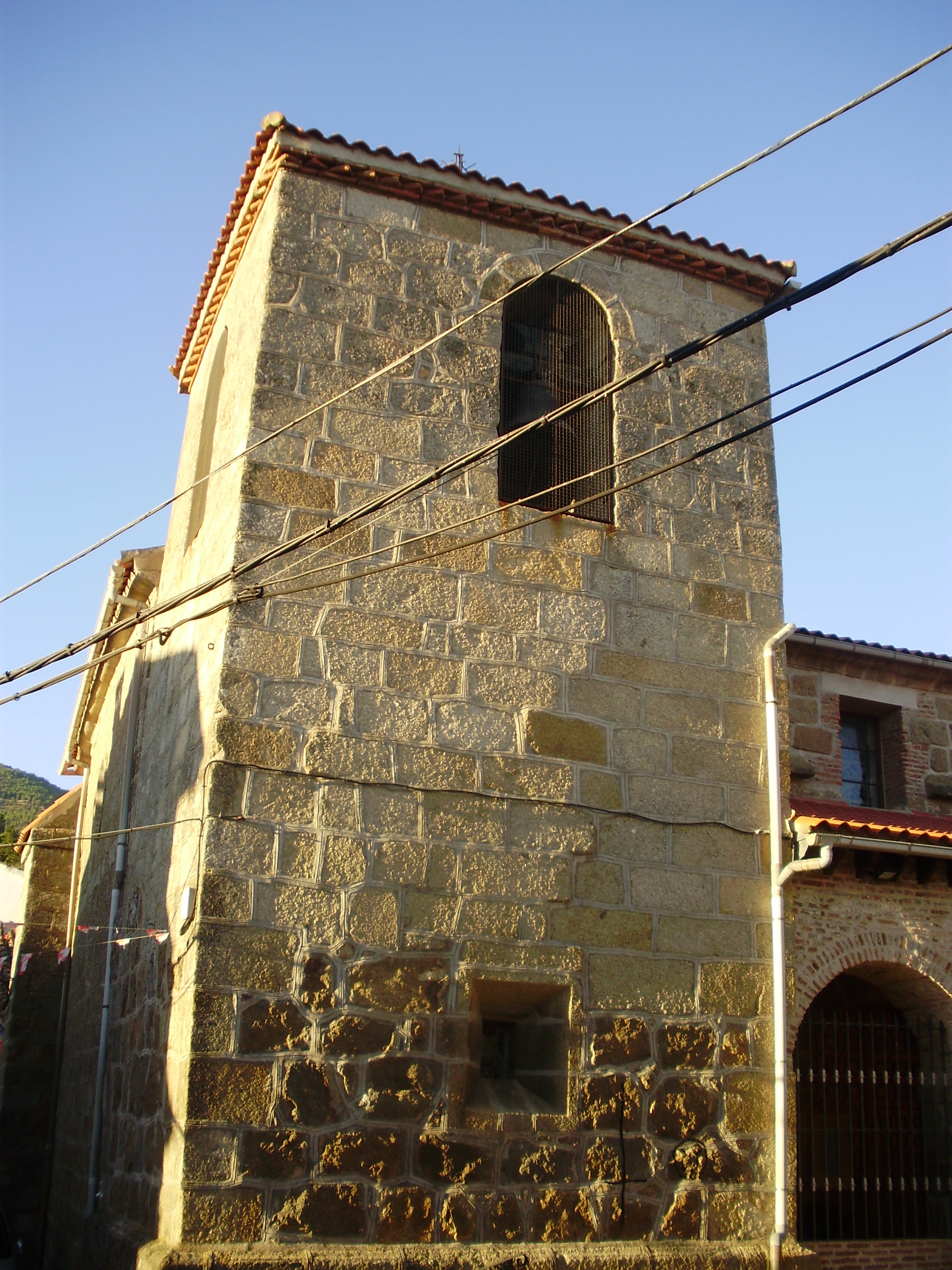
Kirche
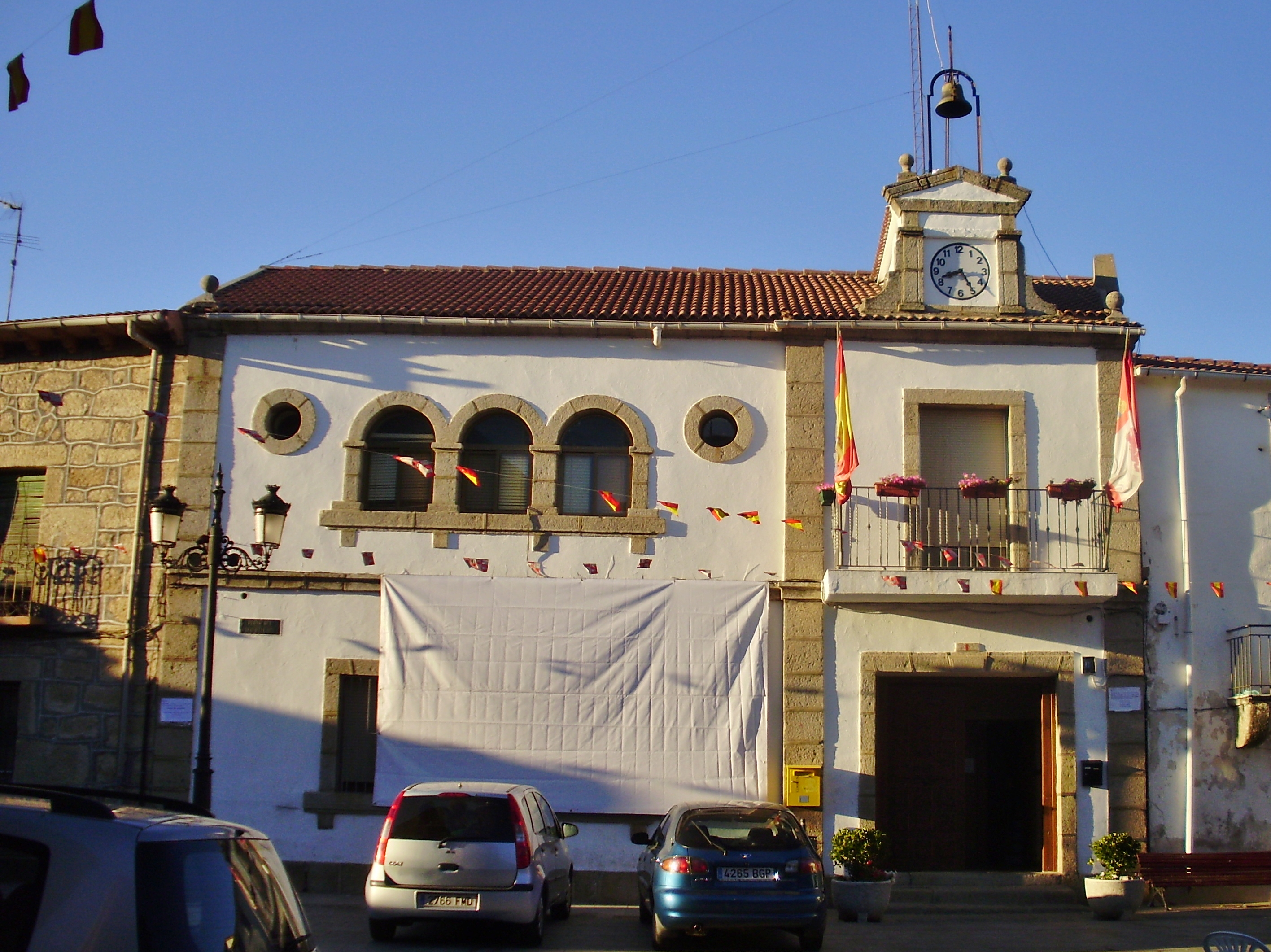
Rathaus

- Kirche
- Rathaus